# Sean Patrick Maloney
Sean Patrick Maloney, né le 30 juillet 1966 à Sherbrooke (Canada), est un homme politique américain. Membre du Parti démocrate, il élu de l'État de New York à la Chambre des représentants des États-Unis de 2013 à 2023. Il est nommé en avril 2023 Ambassadeur des Etats-Unis à l'OCDE, poste qu'il occupe après confirmation du Sénat depuis avril 2024.

## Biographie

### Première expériences politiques
Maloney est staff secretary de la Maison Blanche de 1997 à 2000, sous la présidence de Bill Clinton.
Il se présente en 2006 au poste de procureur général de l’État de New York, mais il est largement battu par Andrew Cuomo (53 %) et Mark Green (33 %), ne réunissant que 9 % des voix. De 2007 à 2008, il travaille dans le cabinet des gouverneurs de New York Eliot Spitzer et David Paterson.

### Représentant des États-Unis

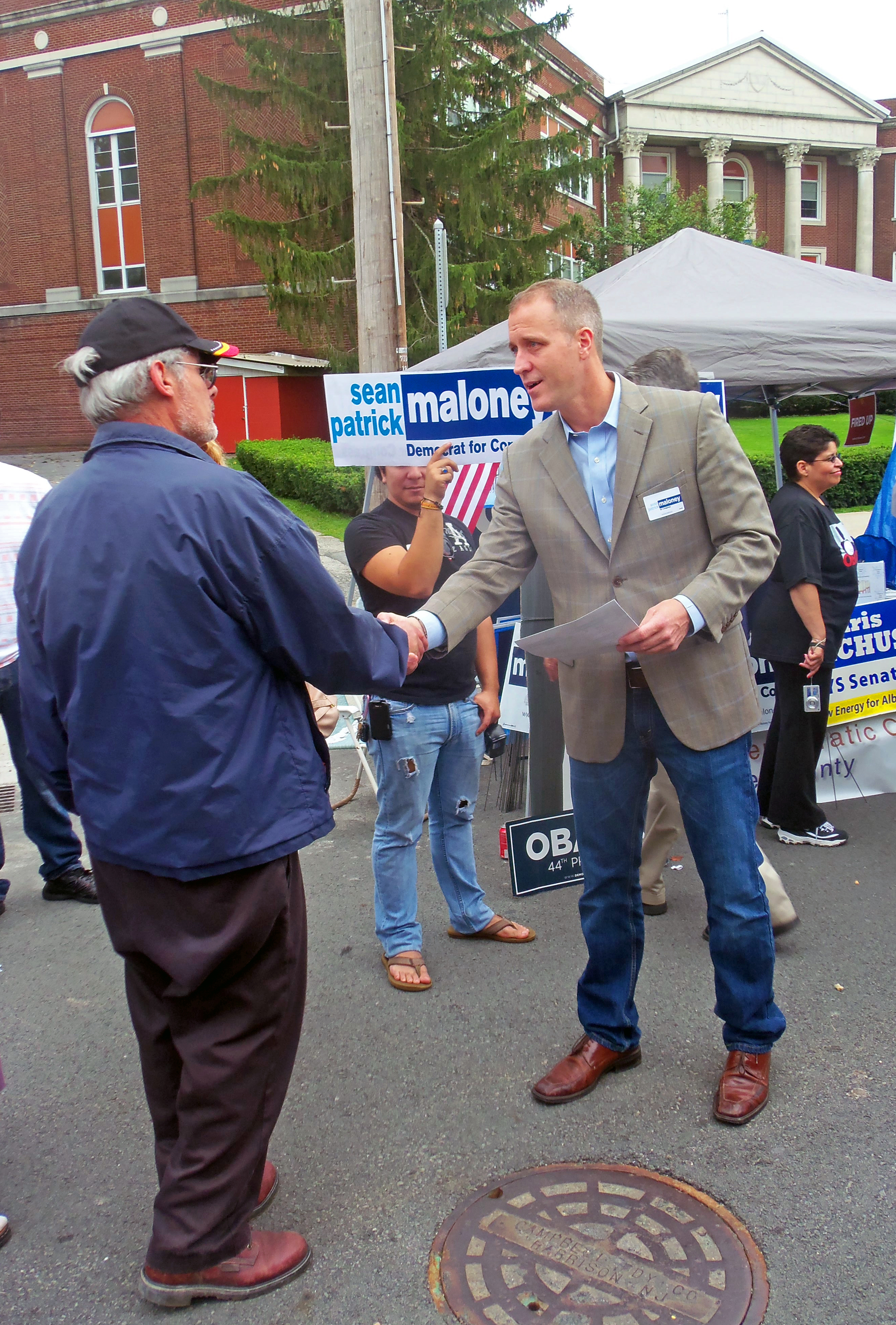
Sean Patrick Maloney en campagne à Walden en 2012.

Il se présente en 2012 dans le 18e district de l’État de New York (19e district avant le redécoupage) face à la représentante républicaine sortante Nan Hayworth (en). Le district est considéré comme l'un des plus compétitifs de l’État. Maloney attaque Hayworth pour son soutien au budget proposé par Paul Ryan et sa volonté de remettre en cause Medicare. Hayworth critique de son côté le parachutage de Maloney, qui vit entre New York et le comté de Sullivan et n'a acheté une maison dans le district qu'en mai 2012. Maloney remporte l'élection avec 52 % des voix contre 48 % à Hayworth.
Il est réélu en 2014 face à Hayworth, qui échoue de justesse à prendre sa revanche (47,6 % contre 46 %). Il est reconduit pour un troisième mandat en 2016 avec treize points d'avance sur son rival républicain. Le même jour, Donald Trump remporte sa circonscription de deux points.
En juin 2018, Maloney annonce sa candidature au poste de procureur général de l'État après la démission d'Eric Schneiderman, même si Letitia James a déjà obtenu le soutien du parti le mois précédent. Pour les primaires, il transfère plus d'un million de dollars de son compte pour le Congrès vers celui de sa campagne de procureur général, une décision attaquée en justice par son adversaire Zephyr Teachout (en) qui estime que cette somme dépasse le montant maximum autorisé pour un don à une campagne politique. Entre juin et août, Maloney dépense près de trois millions de dollars dans sa campagne, bien plus que ses adversaires. S'il remporte l'ouest de l'État entre Buffalo et Syracuse ainsi que la vallée de l'Hudson, Maloney finit en troisième position avec 25 % des suffrages, derrière James (41 %) et Teachout (31 %). Après sa défaite, il poursuit sa campagne de réélection au Congrès. Son adversaire républicain James D. O'Donnell, législateur du comté d'Orange, l'attaque alors pour son « opportunisme » et son « absentéisme »,. En novembre 2018, il est facilement réélu avec près de 56 % des voix. En 2020, il est réélu avec une marge encore plus confortable.
En décembre 2020, il prend la tête du Democratic Congressional Campaign Committee en battant son collègue Tony Cárdenas par 119 voix contre 107. À ce poste, il dirige la campagne des représentants démocrates, qui espèrent conserver leur courte majorité à la Chambre en vue des élections de 2022. Ces élections sont marquées par le redécoupage des circonscriptions après le recensement de 2020, y compris dans l'État de New York. Sean Patrick Maloney choisit de se représenter dans le 17e district, où se trouve sa résidence mais qui accueille moins d'un tiers de ses anciens électeurs. Il est alors critiqué pour choisir un siège davantage favorable aux démocrates, ayant donné 10 points d'avance à Joe Biden en 2020. Cette décision, d'autant plus critiquée au vu de son rôle de chef de campagne pour conserver la majorité démocrate à la Chambre des représentants, conduit le représentant sortant Mondaire Jones à se présenter à New York. Sean Patrick Maloney s'attire ainsi les foudres de la gauche du Parti démocrate et doit affronter la sénatrice Alessandra Biaggi lors de la primaire démocrate. Il remporte toutefois la primaire avec environ deux tiers des suffrages. Lors de l'élection générale, il affronte le républicain Mike Lawler qui fait campagne sur les thèmes de la sécurité, de l'inflation et du coût de l'énergie, et me présente comme déconnecté de la réalité. De son côté, Sean Patrick Maloney tente de lier Mike Lawler à Donald Trump et critique ses positions contre l'avortement. Bénéficiant notamment du vote juif orthodoxe et d'une meilleure connaissance de la circonscription, Mike Lawler remporte l'élection de justesse avec 50,3 % des suffrages. Alors qu'au niveau national le Parti démocrate résiste mieux que prévu, sa défaite est la première d'un président de comité de campagne de la Chambre — démocrate comme républicain — depuis 1992.

### Vie privée
Maloney est le premier membre du Congrès ouvertement homosexuel représentant l’État de New York. Il épouse en 2014 son compagnon depuis 22 ans, Randy Florke. Maloney et Florke vivent avec leurs trois enfants (Reinel, Daley et Essie) à Cold Spring.

## Positions politiques
Politiquement modéré, Maloney est membre de la New Democrat Coalition.